# Reggane
Reggane (arabisch رقان Riqqān; tamazight ⵔⴻⴳⴳⴰⵏ) ist eine Stadt in der Provinz Adrar in der algerischen Sahara.

## Verkehrsanbindung
Reggane liegt an der Nationalstraße 6, einer wichtigen Nord-Süd-Route und Verbindung nach Mali. Der Abschnitt südlich von Reggane bis nach Gao wird auch als Tanezrouftpiste bezeichnet. Die Nationalstraße 52 verbindet Reggane mit In Salah.
Reggane besitzt außerdem einen Flugplatz mit ICAO-Code DAAN.

## Klima
Reggane hat ein heißes Wüstenklima mit langen, extrem heißen Sommern und kurzen, sehr warmen Wintern. Mit nur 10 mm Niederschlag pro Jahr und einer Durchschnittstemperatur von 28,3 °C gehört Reggane zu den trockensten und heißesten Orten der Sahara. Beides ist Folge der mit 217 m geringen Höhenlage der Stadt. Von der einheimischen Bevölkerung wird das von den drei Städten Adrar, In Salah und Reggane markierte Gebiet wegen der besonders hohen Temperaturen als „Feuerdreieck“ bezeichnet.

## Militärische Nutzung

### Raketentestbasis
Von 1961 bis 1965 benutzte das französische Centre interarmées d’essais d’engins spéciaux (CIEES) das Plateau Reggane östlich von Reggane (26° 41′ 51″ N, 0° 16′ 17″ O) als Basis für Raketentests.

### Oberirdische Kernwaffenversuche
Etwa 50 km südwestlich von Reggane beziehungsweise 20 km südlich des Ortes Hamoudia befand sich bis 1965 bei 26° 21′ N, 0° 8′ W ein französisches Kernwaffentestgelände (CSEM – Centre Saharien des Expérimentations Militaires). Dort führte Frankreich am 13. Februar 1960 seinen ersten Kernwaffentest durch. Die gezündete 70-kT-Atombombe war etwa 4-mal so stark wie die Hiroshima-Bombe; der Test erhielt den Namen Gerboise bleue (nach einer in der Region vorkommenden Springmaus). Am 1. April 1960, 27. Dezember 1960 und 25. April 1961 wurden auf dem Gelände oberirdisch drei weitere Atombomben mit jeweils weniger als 5 kT zu Testzwecken gezündet. Die Sahara im Umkreis von 300 km südwestlich bis 300 km östlich von Hamoudia war seinerzeit fast menschenleer. Alle vier Explosionswolken zogen in diese Richtungen.
Der 2009 veröffentlichte Dokumentarfilm Gerboise bleue von Djamel Ouahab thematisiert den radioaktiven Fallout und dessen Folgen.

### Manöver im Explosionsgebiet
Wie 2010 bekannt wurde, hat die französische Armee im Anschluss an den letzten Versuch am 25. April 1961 einen Trupp von 300 Soldaten wissentlich radioaktiver Strahlung ausgesetzt. Bei diesem Versuch sollten laut dem einschlägigen Militärbericht die „physiologischen und psychologischen Wirkungen der Atomwaffe auf den Menschen“ untersucht werden, um die „nötigen Elemente für die physische Vorbereitung und moralische Ausbildung des modernen Kämpfers zu erhalten.“ Zu diesem Zweck mussten sich die Männer bis auf 700 Meter dem Explosionsort nähern. Viele von ihnen leiden bis heute an der Verstrahlung und sind an Krebs erkrankt (siehe auch Entschädigung von Opfern von Atombombentests).

### Heutiger Zustand
Auf Wunsch Algeriens untersuchte die IAEA das Gelände und stellte in einem Bericht von 2005 fest, dass aufgrund der sehr schwachen restlichen Radioaktivität keine Maßnahmen nötig seien. Nur wenn es zu größeren Aktivitäten in der Gegend komme, solle der Zutritt zu den vier Explosionsorten untersagt werden.

### Unterirdische Kernwaffenversuche bei In Ekker
Im CEMO – Centre d'Expérimentations Militaires des Oasis erfolgten insgesamt 13 unterirdische Tests zwischen dem 7. November 1961 und dem 16. Februar 1966 im Massiv Tan Affela bei In Ekker im Hoggar bei 24° 3′ N, 5° 3′ O bzw. ca. 150 km nördlich Tamanrasset neben der Straße N 1. Beim zweiten Test Béryl hielt der Verschluss des Teststollens nicht stand. Es kam zu einem Ausstoß von radioaktivem Gas und Staub, der in östlicher Richtung geweht wurde. Vom Fallout wurden nach Angaben des französischen Verteidigungsministeriums maximal 230 Menschen betroffen, ohne dass unmittelbar medizinische Folgen festgestellt wurden. Andererseits scheinen eine Reihe von mit dem Test befasster Personen Spätfolgen erlitten zu haben, die Gegenstand gerichtlicher Auseinandersetzungen in Frankreich waren. Die unmittelbare Umgebung des Teststollens scheint noch stark kontaminiert und nicht wirksam abgeschlossen zu sein.

### Nutzung nach der algerischen Unabhängigkeit
In den Verträgen von Évian vom März 1962, mit denen Algerien die Unabhängigkeit erlangte, wurde Frankreich gestattet, die Testeinrichtungen für Raketen und Kernwaffen noch fünf Jahre zu nutzen.

## Bildergalerie

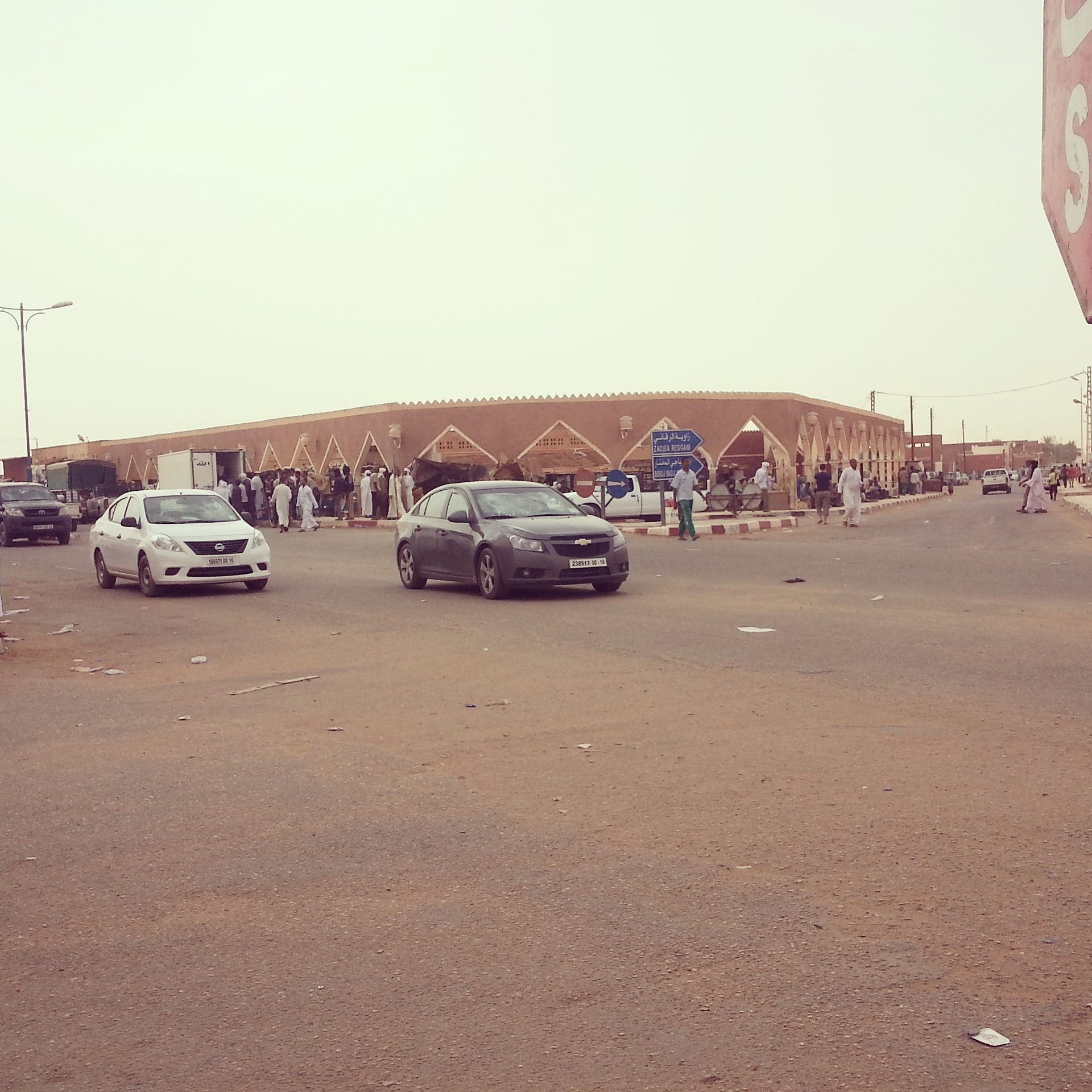
Reggane (2014)
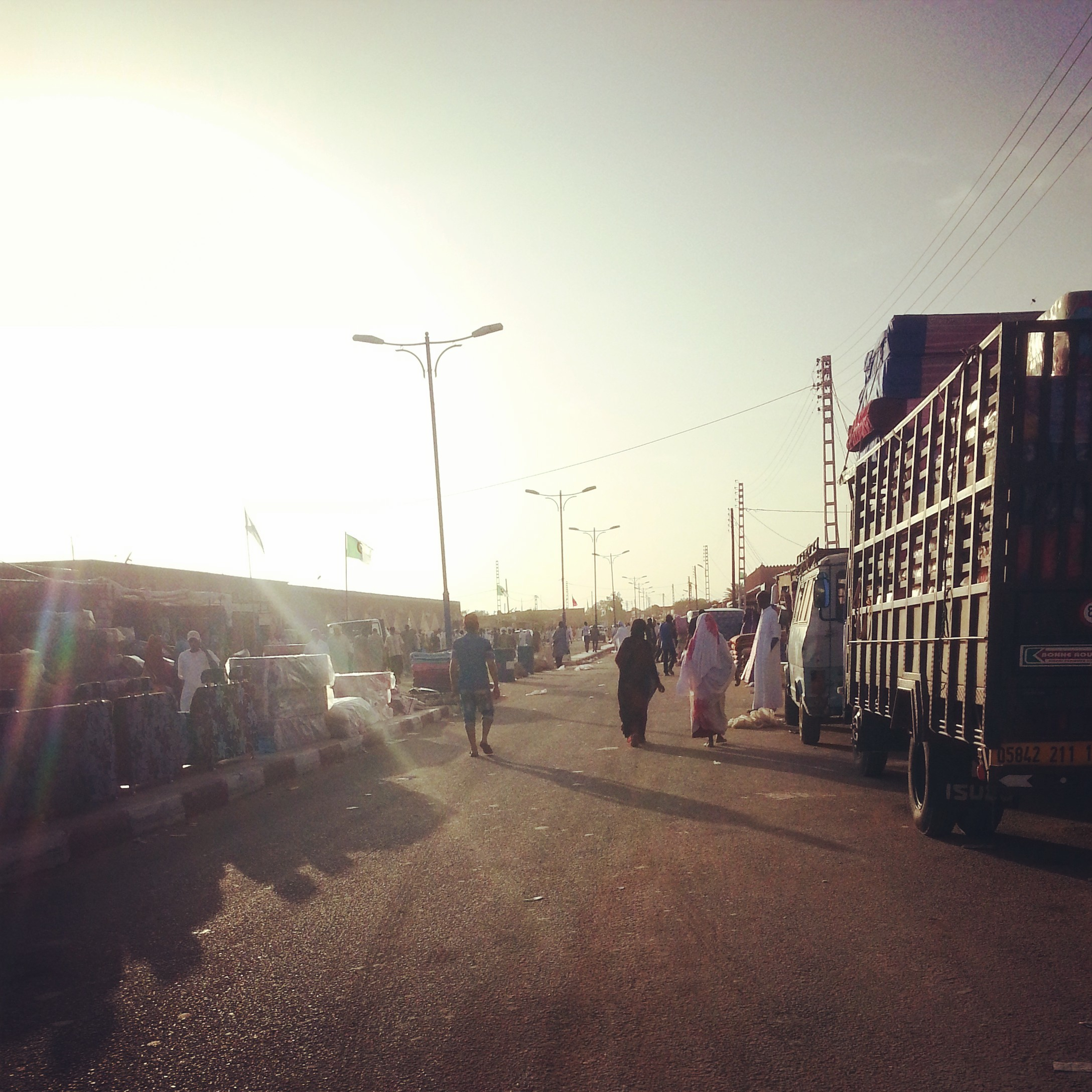
Reggane (2014)
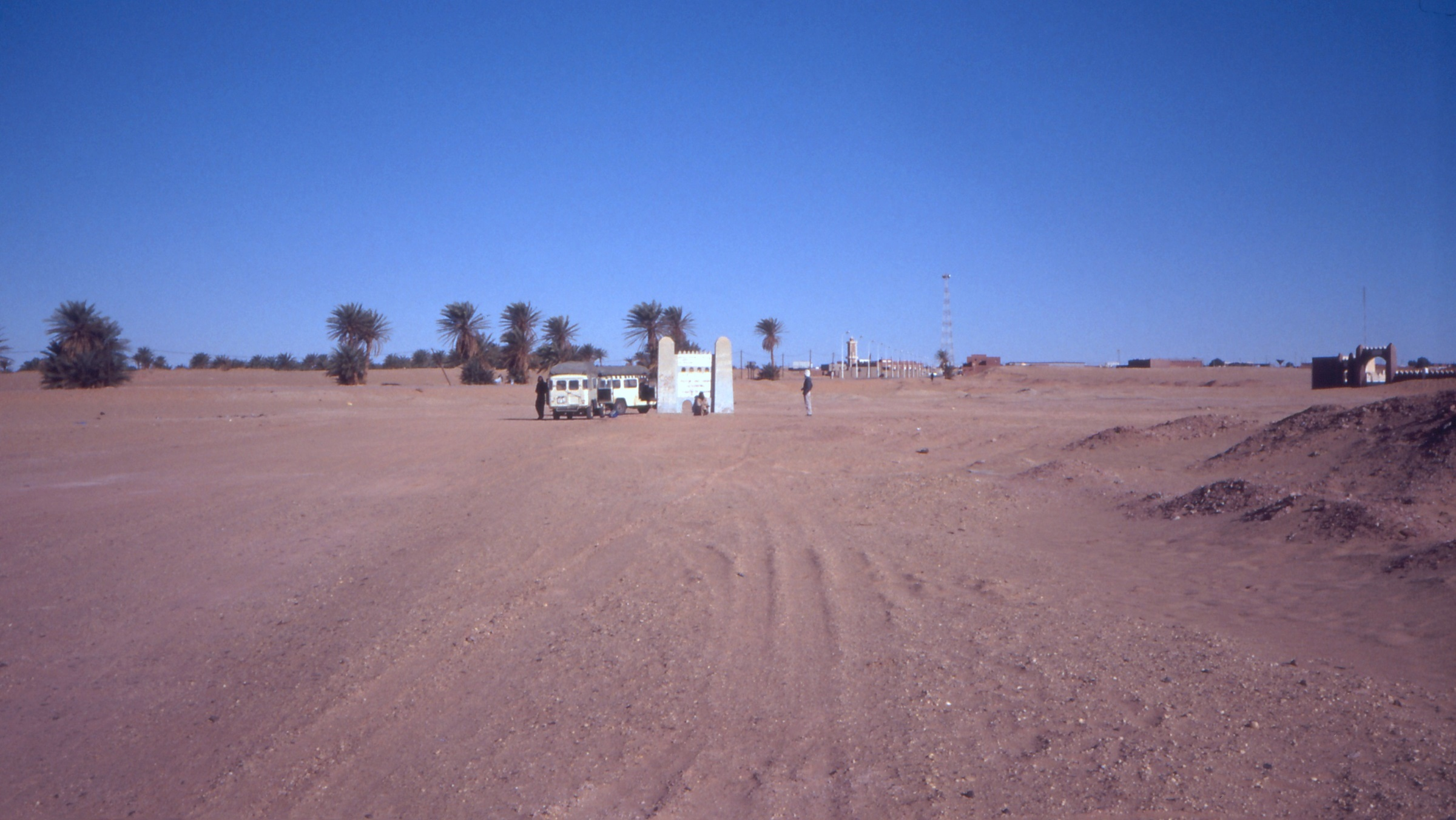
Südlicher Stadtrand von Reggane (1990)
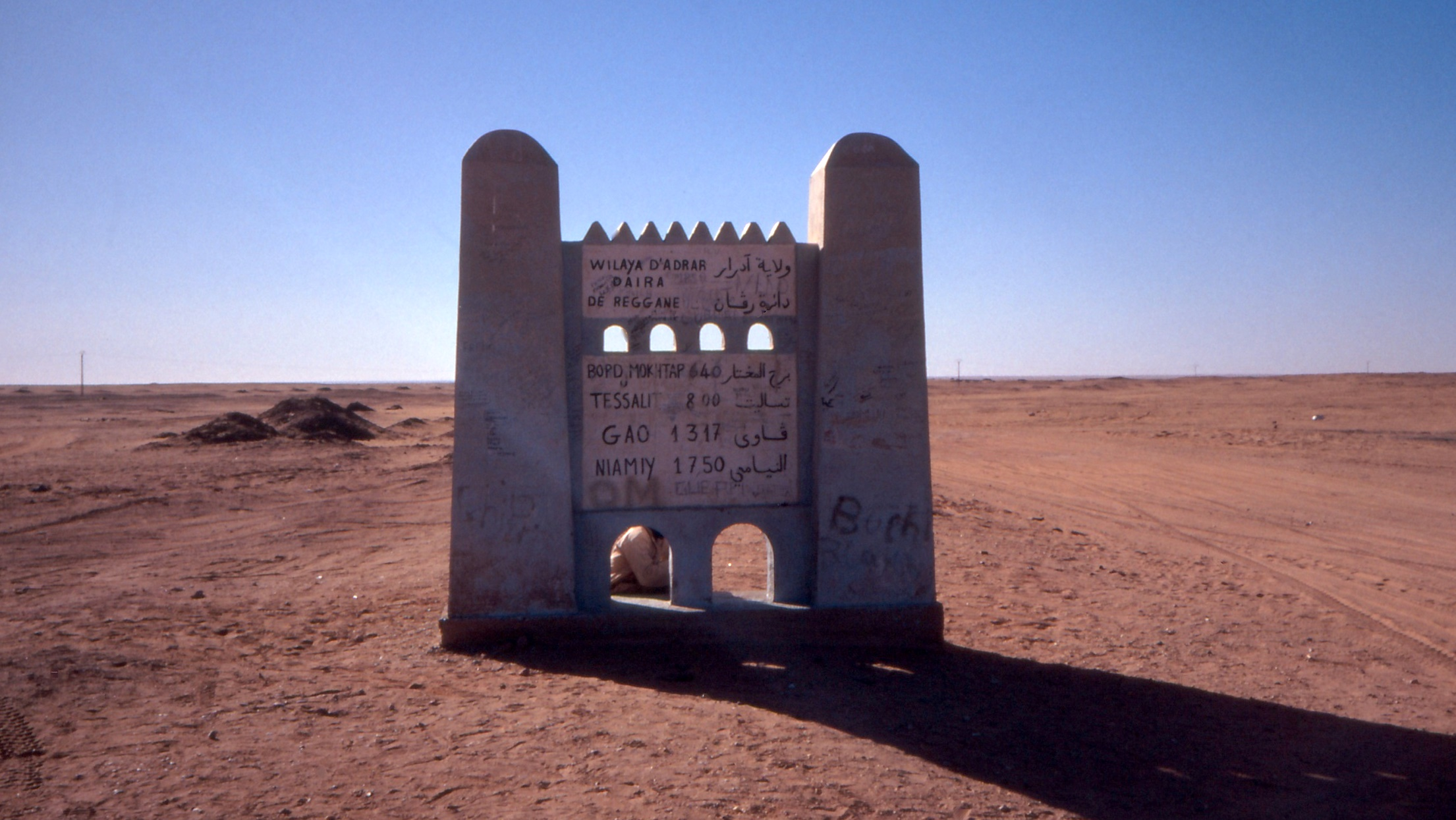
Beginn der Tanezrouft-Piste südlich von Reggane (1990)
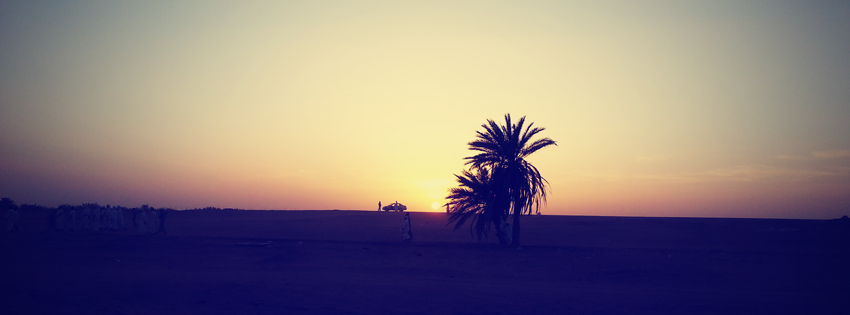
Reggane (2013)
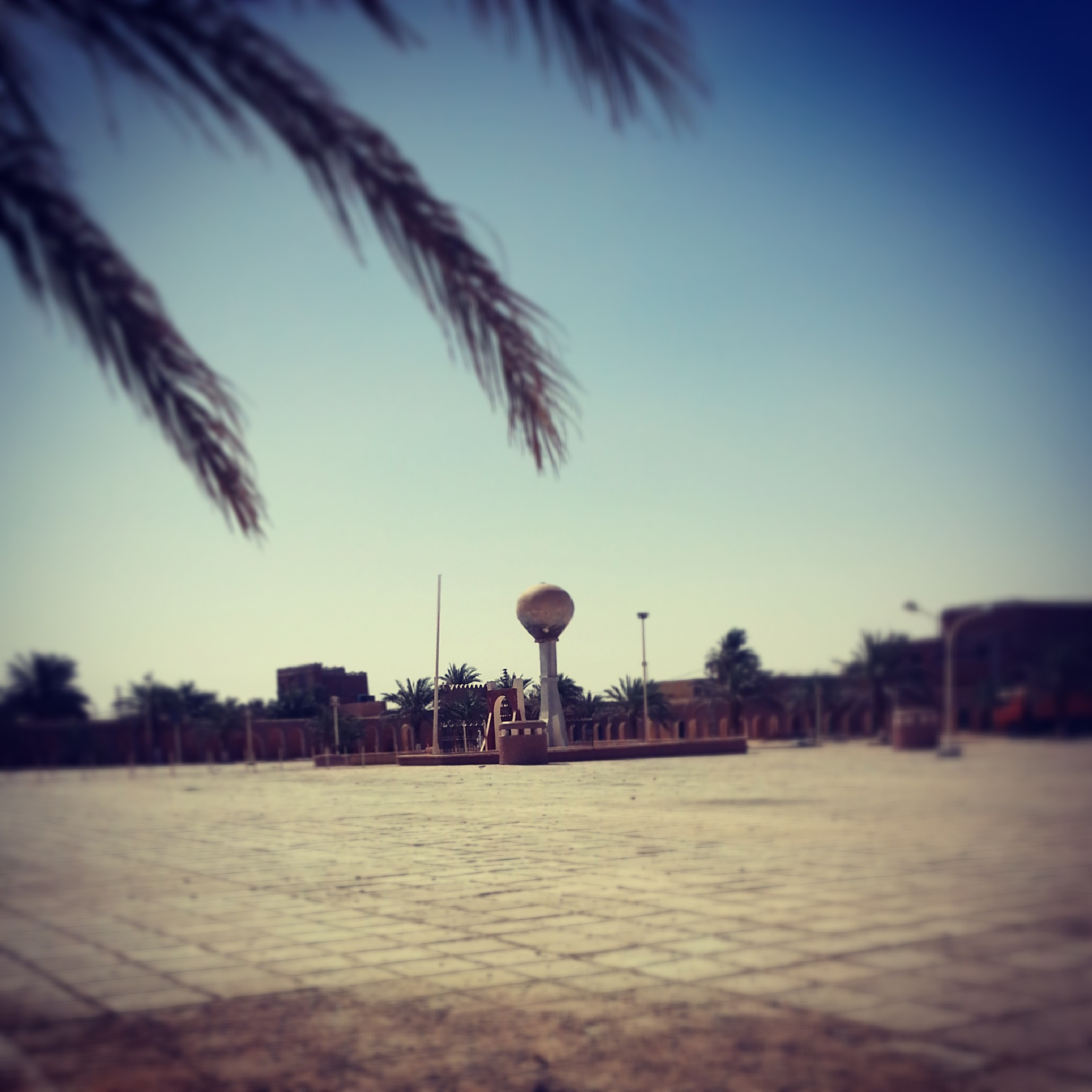
Reggane (1960)